# Rolland (cardinal, 1185)
Pour les articles homonymes, voir Rolland.
Rolland en italien: Rolando (né à Pise en Italie, et mort  le 4 mars 1188) est un cardinal. Il est membre de l'ordre des bénédictins. Il fut également archevêque de Dol.

## Biographie
Rolland naît à Pise à une date inconnue. 
Il est doyen du chapitre cathédral d'Avranches et abbé de l'abbaye de Bourg-Dieu à Déols.
Il est élu archevêque de Dol, à l'unanimité des membres du chapitre cathédral en 1177.
Le pape Lucius III lui accorde le Pallium en 1184 et le crée cardinal lors d'un consistoire le  6 mars 1185. Il est légat apostolique en  Écosse pour régler les différends entre le roi Guillaume le Lion et John Scotus (en), évêque de Saint-Andrews, et légat pontifical en Gaule cisalpine, avec le cardinal Soffredo Errico Gaetani. 
Rolland participe à l'élection du pape Urbain III en 1185, à l'élection de Grégoire VIII en 1187, et à l'élection de Clément III en 1187. Il meurt le 4 mars 1188.